# National Provincial Championship Division 2 1982
La National Provincial Championship Division 2 1982 fue la séptima edición de la segunda división del principal torneo de rugby de Nueva Zelanda.

## Sistema de disputa
Los equipos enfrentan a los equipos restantes de su zona en una sola ronda.
- Los dos mejores equipos de cada zona clasifican a la final, el ganador de la final se corona campeón y enfrenta en un partido de repechaje al último clasificado de la primera división en la búsqueda por un cupo en la siguiente temporada de la primera división.

## Zona Norte
Tabla de posiciones
| Pos. | Equipo        | Encuentros | Encuentros | Encuentros | Encuentros | Tantos | Tantos | Tantos | Puntos |
| Pos. | Equipo        | PJ         | PG         | PE         | PP         | F      | C      | Dif    | Puntos |
| ---- | ------------- | ---------- | ---------- | ---------- | ---------- | ------ | ------ | ------ | ------ |
| 1.º  | Taranaki      | 6          | 6          | 0          | 0          | 175    | 50     | +125   | 12     |
| 2.º  | Wanganui      | 6          | 5          | 0          | 1          | 103    | 65     | +38    | 10     |
| 3.º  | King Country  | 6          | 4          | 0          | 2          | 76     | 50     | +26    | 8      |
| 4.º  | Thames Valley | 6          | 3          | 0          | 3          | 76     | 61     | +15    | 6      |
| 5.º  | Horowhenua    | 6          | 2          | 0          | 4          | 51     | 117    | -66    | 4      |
| 6.º  | Poverty Bay   | 6          | 1          | 0          | 5          | 56     | 97     | -41    | 2      |
| 7.º  | East Coast    | 6          | 0          | 0          | 6          | 35     | 132    | -97    | 0      |

|  | Finalista. |

## Zona Sur
| Pos. | Equipo           | Encuentros | Encuentros | Encuentros | Encuentros | Tantos | Tantos | Tantos | Puntos |
| Pos. | Equipo           | PJ         | PG         | PE         | PP         | F      | C      | Dif    | Puntos |
| ---- | ---------------- | ---------- | ---------- | ---------- | ---------- | ------ | ------ | ------ | ------ |
| 1.º  | Southland        | 7          | 6          | 0          | 1          | 184    | 57     | +127   | 12     |
| 2.º  | Mid Canterbury   | 7          | 5          | 0          | 2          | 161    | 75     | +86    | 10     |
| 3.º  | Marlborough      | 7          | 5          | 0          | 2          | 141    | 66     | +75    | 10     |
| 4.º  | South Canterbury | 7          | 4          | 0          | 3          | 137    | 102    | +35    | 8      |
| 5.º  | Nelson Bays      | 7          | 4          | 0          | 3          | 122    | 90     | +22    | 8      |
| 6.º  | West Coast       | 7          | 2          | 0          | 5          | 70     | 124    | -54    | 4      |
| 7.º  | Buller           | 7          | 1          | 0          | 6          | 53     | 157    | -104   | 2      |
| 8.º  | North Otago      | 7          | 1          | 0          | 6          | 57     | 244    | -187   | 2      |

|  | Finalista. |

### Final
| 28 de septiembre de 1982 | Southland | 9 - 14 | Taranaki |  |  |

| Bandera de Nueva Zelanda |
| Campeón Taranaki         |
| Primer título            |